# نانسي شيرمان
نانسي شيرمان (بالإنجليزية: Nancy Sherman)‏ هي أستاذة الفلسفة في جامعة جورج تاون.